# Internetrecht
Der Begriff Internetrecht bezeichnet alle Normen des objektiven Rechts, die sich mit dem Internet beschäftigen.

## Geschichte
Mit der zunehmenden Nutzung und Kommerzialisierung des Internets im Laufe der 1990er Jahre weckten auch deren rechtliche Implikationen die Aufmerksamkeit der Rechtswissenschaft. Die staatliche Regulierung insbesondere in den Vereinigten Staaten war zu dieser Zeit allerdings noch von einer großen Zurückhaltung und dem Vertrauen in eine weitgehende Selbstregulierung des Internets geprägt.
„The Internet succeeds in great measure because it is a decentralized system that encourages innovation and maximizes individual freedom. Where possible, market mechanisms that support competition and consumer choice should drive the technical management of the Internet because they will promote innovation, preserve diversity, and enhance user choice and satisfaction.
Certain technical management functions require coordination. In these cases, responsible, private-sector action is preferable to government control. A private coordinating process is likely to be more flexible than government and to move rapidly enough to meet the changing needs of the Internet and of Internet users. The private process should, as far as possible, reflect the bottom-up governance that has characterized development of the Internet to date.“
Dies zeigte sich auch in den ersten Regulierungsversuchen, insbesondere dem Communications Decency Act 1996 und dem Digital Millennium Copyright Act 1998, die von weitreichenden Haftungsprivilegien für Internetplattformen geprägt waren. Diese Zurückhaltung ging Hand in Hand mit einer Überzeugung vieler Internetnutzer, dass sich das Internet aufgrund seiner scheinbaren Anonymität und grenzüberschreitenden Funktionsweisesich einer staatlichen Regulierung generell entzöge. Als wichtigstes Zeugnis dieser Auffassung gilt die Unabhängigkeitserklärung des Cyberspace von John Perry Barlow.
Der Glaube an ein staatlicher Regulierung gänzlich entzogenes Internet fand dabei durchaus Widerhall in der Rechtswissenschaft, etwa in einem vielbeachteten Beitrag von David R Johnson und David Post mit dem „Titel Law and Borders — The Rise of Law in Cyberspace“. Er stieß aber auch auf Widerstand, für den exemplarisch der ebenfalls vielzitierte Text „Against Cyberanarchy“ von Jack L Goldsmith steht.
Spätestens mit den ersten prominenten Gerichtsentscheidungen, die Anfang der 2000er Jahre eine – teilweise umfassende – Zuständigkeit staatlicher Gerichte auch für Internetsachverhalte bejahten und stark zunehmenden Regulierungsbemühungen, hat die Idee eines inhärent staatlich unregulierten Internets die meisten ihrer Fürsprecher inzwischen verloren. Vielfach wird inzwischen sogar eine Überregulierung und fehlende Koordination zwischen einzelstaatlichen Regelungen beklagt.

## Einordnung
Das Internet wird nicht als eigenständiges Rechtsgebiet, sondern als Querschnittsmaterie verstanden. Dieser Ansatz wurde 1996 von Frank H. Easterbrook mit der Metapher verdeutlicht, es gebe ebenso auch kein Pferde-Recht („Law of the Horse“), vielmehr gehöre die rechtliche Behandlung des Verkaufs eines Pferdes, die Regulierung eines Pferderennens und die Sorgfaltspflichten für Pferdeärzte zu unterschiedlichen Rechtsgebieten. Diese Auffassung wurde wiederum von Lawrence Lessig in Frage gezogen.

## Regelungsgegenstände
Zum Internetrecht werden die folgenden Rechtsfragen gezählt:
- Online-Telekommunikationsrecht
- Domainrecht
  - Cybersquatting
- Deliktsrecht im Internet
  - Haftung für Hyperlinks
- Recht der Onlinewerbung
  - Recht des Suchmaschinenmarketing
- Urheberrecht im Internet
  - Framing
- Vertragsrecht des e-Commerce
- Äußerungsrecht im Internet
  - Plattformregulierung und Social-Media-Recht
- Providerhaftung
  - Haftung für Netzbetreiber
- Recht des E-Government
- Online-Arbeitsrecht
- Online-Datenschutzrecht
- Recht des Online-Glücksspiels
- Recht des Online-Zahlungsverkehrs
  - Recht der Kryptowährungen
- Online-Strafrecht
  - Internetbetrug
  - Gewaltdarstellungen von Kindern und Sextortion
- Recht des Cyberkriegs
- internationales Privatrecht im Internet[12]
- Recht der Online-Streitbeilegung

## Länderberichte
Eine internationale Harmonisierung des Internetrechts existiert nur punktuell sowie innerhalb der Europäischen Union. Trotz der grenzüberschreitenden Natur des Internets sind die Rechtsbeziehungen zwischen den Nutzern weiterhin national geregelt.
- Deutschland: Internetrecht (Deutschland)
- Vereinigtes Königreich: Internet Law (Vereinigtes Königreich)[14]
- Vereinigte Staaten: Internet Law (Vereinigte Staaten)

### Monografien
- Internet Law and Practice. Thomson West, 2024, ISBN 978-93-8108250-8.
- Swan: Internet Law: A Concise Guide to Regulation Around the World. Kluwer Law International, 2022, ISBN 978-94-035-4294-2.
- Michael L. Rustad: Global Internet Law in a Nutshell. 5. Auflage. West Academic Press, 2021, ISBN 978-1-63659-086-8.

### Aufsätze
- Jonathan L. Zittrain: Be Careful What You Ask for: Reconciling a Global Internet and Local Law. In: Harvard Law School (Hrsg.): Public Law Research Paper. Nr. 60 (ssrn.com).